# Eugen von Falkenhayn (General, 1853)
Eugen von Falkenhayn (* 4. September 1853 auf Burg Belchau bei Graudenz; † 3. Januar 1934 in Berlin) war ein preußischer General der Kavallerie im Ersten Weltkrieg sowie Oberhofmeister der Kaiserin Auguste Viktoria.

## Leben

### Herkunft

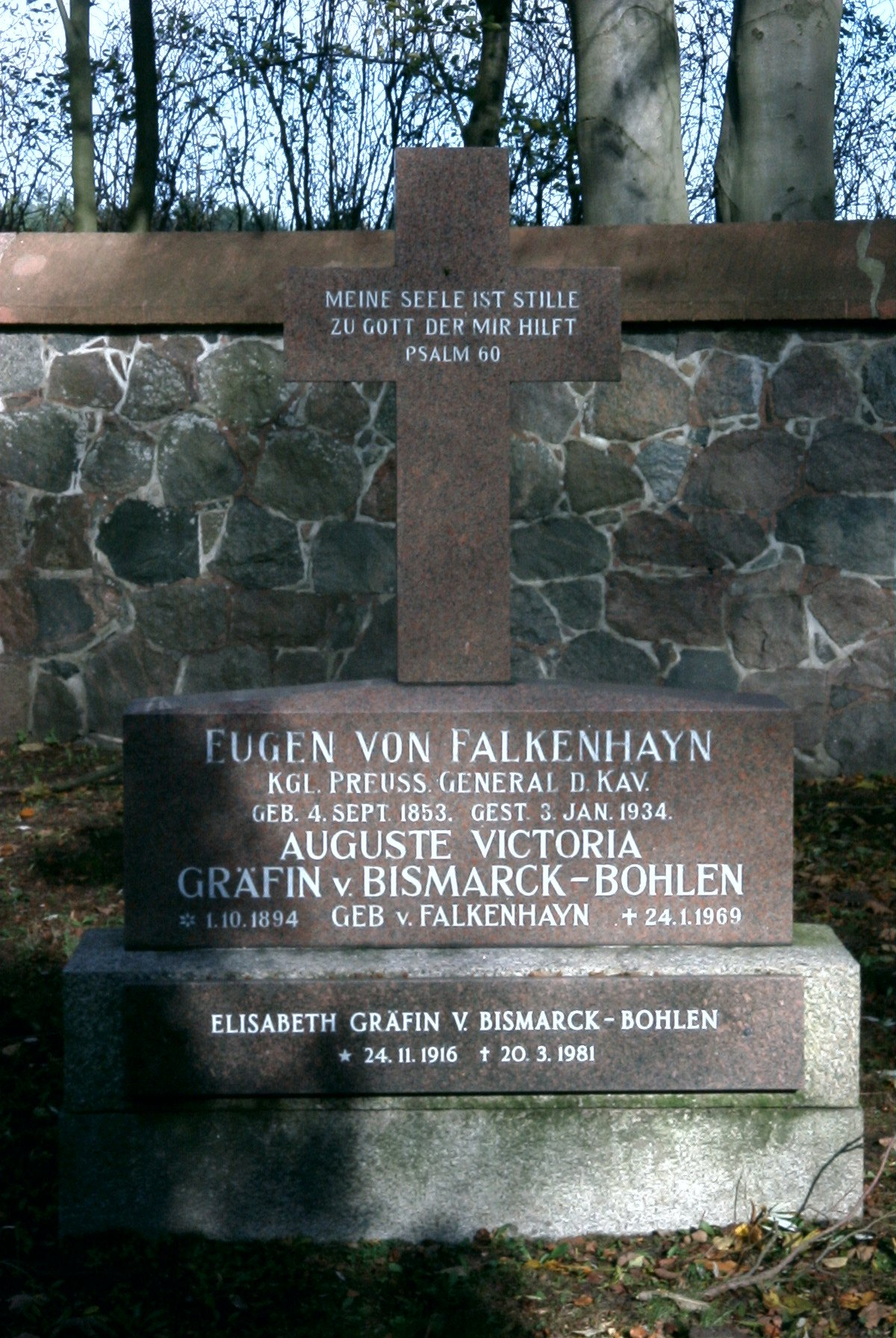
Grabmal von Eugen v. Falkenhayn in Steinfurth/Vorpommern

Eugen war ein Sohn des Gutsbesitzers Fedor von Falkenhayn (1814–1896) und dessen Ehefrau Franziska, geborene von Rosenberg (1826–1888). Er hatte sechs Geschwister, u. a. Arthur (1857–1929), später politischer Erzieher des Kronprinzen Wilhelm, und Erich (1861–1922), später General der Infanterie und preußischer Kriegsminister.

### Militärkarriere
Falkenhayn begann seine Militärkarriere am 2. August 1870 als Fähnrich mit dem Eintritt in das Kürassier-Regiment „Königin“ (Pommersches) Nr. 2 in Pasewalk, am 8. Dezember 1870 wurde er Leutnant. Am 14. April 1885 wurde er Rittmeister, 1889 trat er dem Hauptquartier Wilhelms II. bei und fungierte zusammen mit seinem Bruder Arthur als Erzieher der beiden älteren Söhne des deutschen Kaiserpaars.
Am 23. Mai 1890 wurde er zum Major ernannt, ab 14. Juli 1895 war er Chef des 1. Garde-Dragoner-Regiments „Königin Viktoria von Großbritannien und Irland“ in Berlin. Am 18. Juli 1896 wurde er Oberstleutnant und zwei Jahre darauf am 27. Januar 1898 zum Chef des Stabes des IX. Armee-Korps in Altona ernannt. Am 25. März 1899 wurde er Oberst und am 18. Dezember 1901 erhielt er das Kommando der 19. Kavallerie-Brigade in Hannover. Am 20. März 1906 übernahm er die Inspektion der 3. Kavallerie-Division in Münster und wurde am 10. April des gleichen Jahres zum Generalleutnant befördert. Am 15. April 1908 ersetzte er General von Goßler als Kommandeur der 11. Division in Breslau. Am Tag seiner Verabschiedung am 2. Mai 1910 erhielt er den Charakter als General der Kavallerie und erhielt die Stellung eines Oberhofmeister der Kaiserin Auguste Viktoria.
Zu Beginn des Ersten Weltkriegs wurde Falkenhayn reaktiviert und am 10. September 1914 zum Kommandierenden General des XXII. Reserve-Korps ernannt, das er den gesamten Krieg über führen sollte. Im Herbst 1914 wurde sein Korps in der Ersten Flandernschlacht eingesetzt, im Frühjahr 1915 lag es weiterhin an der Yser, ab Juni 1915 erfolgte der Abtransport an die Ostfront, wo es nach der Durchbruchschlacht in Galizien beim Vorgehen zum Bug eingesetzt wurde.
Für die Führung und Leistung des Korps an der Ostfront wurde Falkenhayn am 28. August 1915 mit dem Pour le Mérite ausgezeichnet.
Anfang Oktober wurde das XXII. Reserve-Korps beim Feldzug in Serbien vorübergehend der k.u.k. 3. Armee unter General Kövess zugeteilt. Für die Erfolge des Korps bei der Eroberung von Belgrad und Serbiens erhielt Falkenhayn am 13. November 1915 das Eichenlaub zum Pour le Mérite.
Im Februar 1916 verlegte sein Korps dann wieder an die Westfront und war im Raum Lille kurz Reserve. Ab Ende März wurde es dann in der Schlacht um Verdun verwendet und traf am westlichen Maas-Ufer als Verstärkung für die 5. Armee ein. Seine Truppen wurden dabei am Westhang des Toten Mann, im Cumières – und Rabenwald eingesetzt. Nach Ausbruch der Brussilow-Offensive wurde sein Korps wieder an die Ostfront geworfen und in Wolhynien eingesetzt. Noch vor Jahreswechsel wechselte man nochmals nach Verdun an die Westfront und ab Februar 1917 nahm das Korps an der Verteidigung der Stellungen an der Aisne teil. Ab November 1917 abermals in den Osten verlegt, verblieb das Korps dann bis zum Kriegsende an der Ostfront, im Februar 1918 stand es wieder im Raum Kowel und beteiligte sich beim Vormarsch in Richtung Kiew. Im November 1918 führte Falkenhayn seine Truppen in die Heimat zurück, wo seine Mobilmachungsbestimmung nach der Demobilisierung am 30. Januar 1919 aufgehoben und Falkenhayn in den Ruhestand versetzt wurde.

### Familie
Falkenhayn war verheiratet mit Louise, geborene Freiin von Dörnberg auf Rysum. Eine ihrer Töchter war Theda von Falkenhayn (1905–1984), die 1926 Alexander von Quistorp (1892–1974) heiratete. Deren 1928 geborene Tochter Maria wurde 1947 die Ehefrau von Wernher Freiherr von Braun.
Falkenhayn wurde auf dem Gut seiner Tochter Auguste Victoria Gräfin von Bismarck-Bohlen, geb. von Falkenhayn (1894–1964) in Steinfurth bei Karlsburg in Vorpommern beigesetzt. Seine Tochter war mit dem letzten Grafen Fritz Ulrich von Bismarck-Bohlen (1884–1945) verheiratet.

### Auszeichnungen
- Roter Adlerorden II. Klasse mit Stern und Eichenlaub[1]
- Kronenorden III. Klasse[1]
- Ritterkreuz des Königlichen Hausordens von Hohenzollern[1]
- Preußisches Dienstauszeichnungskreuz[1]
- Komtur II. Klasse des Hausordens Albrechts des Bären[1]
- Ritter II. Klasse des Ordens Heinrichs des Löwen[1]
- Komtur des Greifenordens[1]
- Ehrengroßkomtur des Oldenburgischen Haus- und Verdienstordens des Herzogs Peter Friedrich Ludwig[1]
- Offizier des Albrechts-Ordens[1]
- Ritter des Ordens der Württembergischen Krone[1]
- Komtur des Royal Victorian Order[1]
- Offizier des Ritterordens der Heiligen Mauritius und Lazarus[1]
- Komtur des Ordens der Krone von Italien[1]
- Komtur des Ordens von Oranien-Nassau[1]
- Komtur des Franz-Joseph-Ordens[1]
- Komtur des Ordens der Krone von Rumänien[1]